# Betting
Betting (fràncic lorenès Bettinge) és un municipi francès situat al departament del Mosel·la i a la regió del Gran Est. L'any 2007 tenia 889 habitants.

## Demografia

### Població
El 2007 la població de fet de Betting era de 889 persones. Hi havia 352 famílies, de les quals 72 eren unipersonals (24 homes vivint sols i 48 dones vivint soles), 104 parelles sense fills, 132 parelles amb fills i 44 famílies monoparentals amb fills.
La població ha evolucionat segons el següent gràfic:
Habitants censats

### Habitatges
El 2007 hi havia 361 habitatges, 354 eren l'habitatge principal de la família i 7 estaven desocupats. 309 eren cases i 52 eren apartaments. Dels 354 habitatges principals, 283 estaven ocupats pels seus propietaris, 52 estaven llogats i ocupats pels llogaters i 19 estaven cedits a títol gratuït; 3 tenien una cambra, 9 en tenien dues, 39 en tenien tres, 82 en tenien quatre i 221 en tenien cinc o més. 334 habitatges disposaven pel capbaix d'una plaça de pàrquing. A 140 habitatges hi havia un automòbil i a 187 n'hi havia dos o més.

### Piràmide de població
La piràmide de població per edats i sexe el 2009 era:
| Homes | Edats   | Dones |
| ----- | ------- | ----- |
| 4     | 95 o +  | 0     |
| 0     | 90 a 94 | 0     |
| 0     | 85 a 89 | 4     |
| 4     | 80 a 84 | 8     |
| 12    | 75 a 79 | 8     |
| 20    | 70 a 74 | 24    |
| 20    | 65 a 69 | 28    |
| 12    | 60 a 64 | 16    |
| 24    | 55 a 59 | 28    |
| 36    | 50 a 54 | 20    |
| 56    | 45 a 49 | 52    |
| 52    | 40 a 44 | 48    |
| 36    | 35 a 39 | 48    |
| 24    | 30 a 34 | 0     |
| 28    | 25 a 29 | 24    |
| 20    | 20 a 24 | 32    |
| 41    | 15 a 19 | 20    |
| 36    | 10 a 14 | 20    |
| 24    | 5 a 9   | 16    |
| 24    | 0 a 4   | 20    |

## Economia
El 2007 la població en edat de treballar era de 588 persones, 402 eren actives i 186 eren inactives. De les 402 persones actives 372 estaven ocupades (194 homes i 178 dones) i 30 estaven aturades (15 homes i 15 dones). De les 186 persones inactives 74 estaven jubilades, 44 estaven estudiant i 68 estaven classificades com a «altres inactius».

### Ingressos
El 2009 a Betting hi havia 351 unitats fiscals que integraven 897,5 persones, la mediana anual d'ingressos fiscals per persona era de 20.532 €.

### Activitats econòmiques
Dels 73 establiments que hi havia el 2007, 1 era d'una empresa extractiva, 1 d'una empresa de fabricació de material elèctric, 8 d'empreses de fabricació d'altres productes industrials, 6 d'empreses de construcció, 30 d'empreses de comerç i reparació d'automòbils, 2 d'empreses de transport, 6 d'empreses d'hostatgeria i restauració, 4 d'empreses financeres, 2 d'empreses immobiliàries, 5 d'empreses de serveis, 3 d'entitats de l'administració pública i 5 d'empreses classificades com a «altres activitats de serveis».
Dels 11 establiments de servei als particulars que hi havia el 2009, 1 era un taller de reparació d'automòbils i de material agrícola, 1 taller d'inspecció tècnica de vehicles, 1 paleta, 1 guixaire pintor, 2 electricistes, 1 perruqueria, 1 agència de treball temporal, 2 restaurants i 1 saló de bellesa.
Dels 10 establiments comercials que hi havia el 2009, 1 era, 1 una gran superfície de material de bricolatge, 1 una peixateria, 2 botigues de roba, 1 una botiga d'equipament de la llar, 1 un drogueria, 2 joieries i 1 una joieria.
L'any 2000 a Betting hi havia 6 explotacions agrícoles.

## Equipaments sanitaris i escolars
El 2009 hi havia 1 escola maternal i 1 escola elemental.

## Poblacions més properes
El següent diagrama mostra les poblacions més properes.